# Касумов, Сибирбаг Магомедович
Сибирбаг Магомедович Касумов (1946, Хосрех Кулинский район, Дагестанская АССР — 21 февраля 2022, Каспийск) — народный поэт Дагестана, член Союза писателей России.

## Биография
Уроженец села Хосрех Кулинского района, был выпускником стоматологического факультета Дагестанского медицинского института, работал врачом-стоматологом и врачом скорой помощи.
Публиковался с 1970-х годов. Работал редактором лакского выпуска альманаха «Дружба» и редактором художественной литературы в Дагестанском книжном издательстве.
Многочисленные произведения Сибирбека Касумова были переизданы в семитомном собрании сочинений: поэзия, проза, драматургия, литературная критика.
Композитор Ширвани Чалаев называл его произведения «сагой о лакском народе».
Скончался в в Махачкале 21 февраля 2022 года от COVID-19. 